# Máquina para pasta

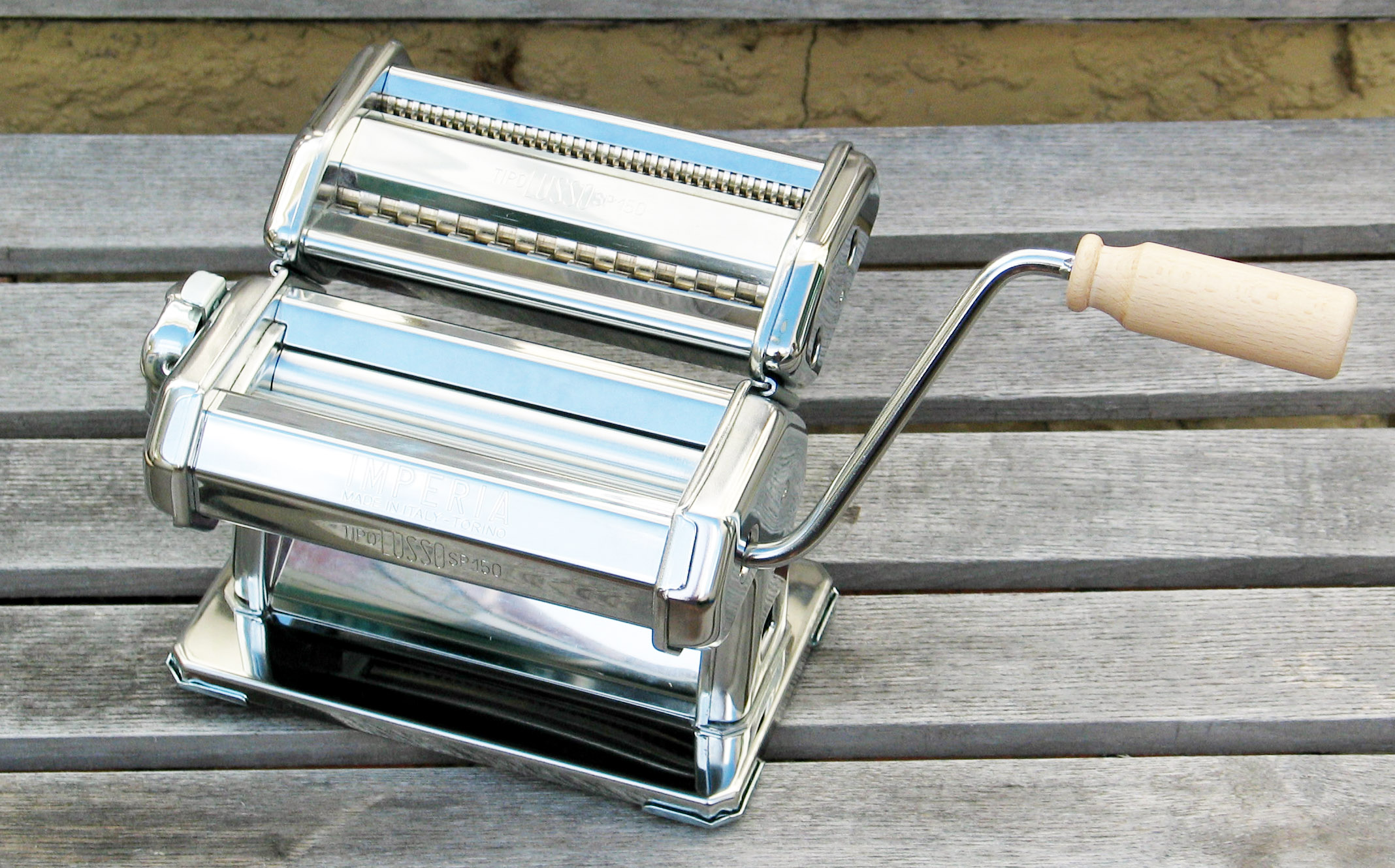
Máquina para pasta casera.

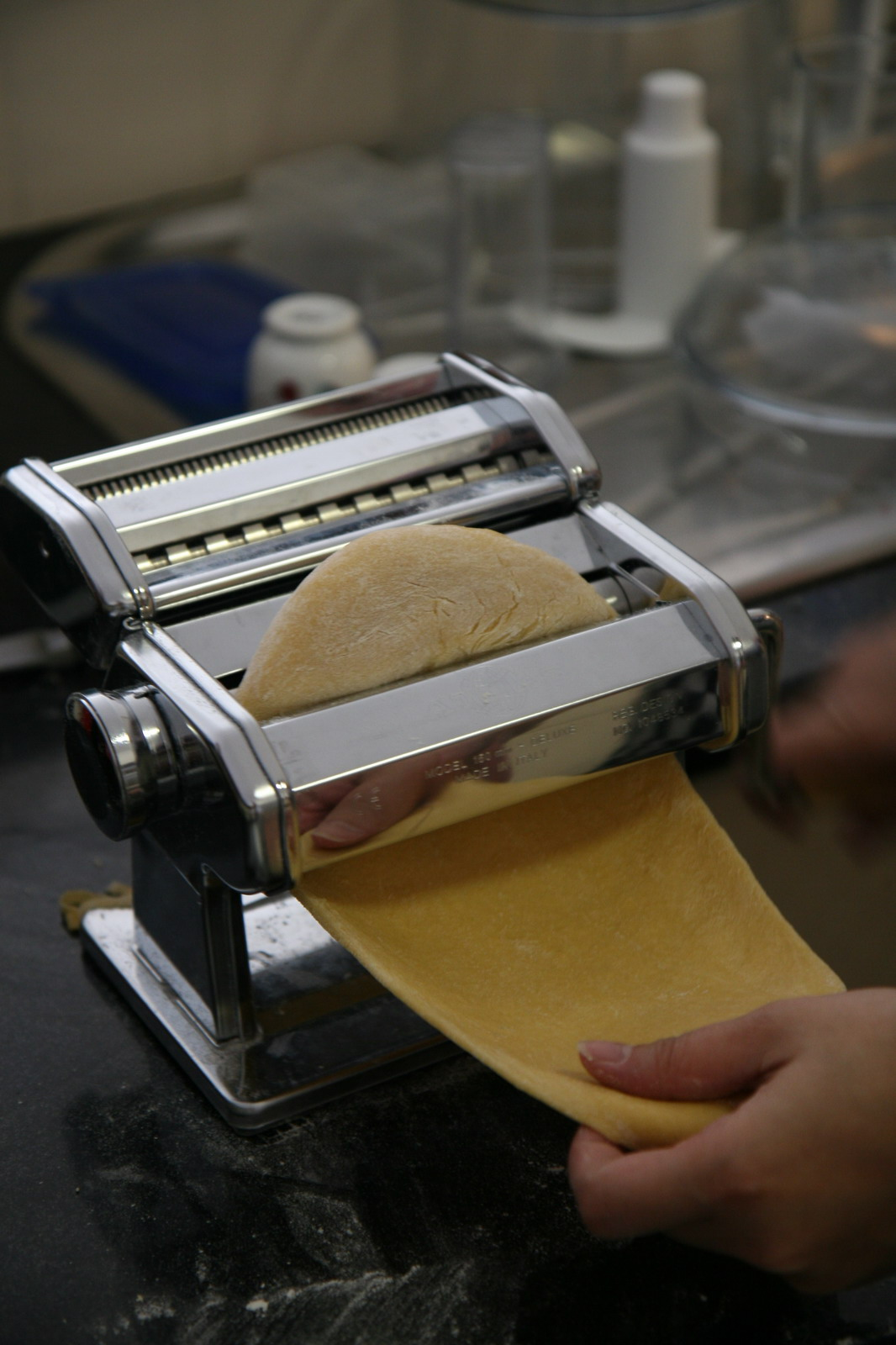
Pasta que se pasa por el rodillo.

Una máquina para pasta es un aparato de cocina mecánico para hacer pasta.

## Descripción
La máquina clásica es un instrumento que sirve para extender la pasta con un rodillo y también para cortarla. La pasta hecha de harina, huevo y sal debe estar seca, porque de lo contrario se adhiere al rodillo. La pasta debe ser pasada por el rodillo varias veces sucesivas hasta obtener el espesor deseado. Después de esto, la pasta recibe la forma deseada y es cortada.
La máquina de pasta clásica funciona a mano con manija, pero existen aparatos que tienen motor eléctrico. La máquina clásica sirve, por ejemplo, para preparar hojas de lasagne, ravioli, cappelletti, spaghetti, y cannelloni.